# Ricardo Cabrera (Tischtennisspieler)
Ricardo Cabrera Morales (* im 20. Jahrhundert; † 9. Oktober 2010) war ein ecuadorianischer Tischtennisspieler.
Cabrera, Vater der ehemaligen Tischtennisspielerin María Patricia Cabrera (* 1972), war der erste ecuadorianische Juniorenmeister im ecuadorianischen Tischtennissport, der erstmals 1953 im Rahmen einer organisierten nationalen Meisterschaft dort etabliert wurde. 1954 nahm er an den VIII. Südamerikameisterschaften in Lima teil, bei der Ecuador erstmals antrat. Auch gehörte Cabrera zu den ersten Tischtennisspielern seines Landes, die bei einer Weltmeisterschaft antraten. Der in den 1960er Jahren aktive Cabrera war 13 Jahre lang in Folge ecuadorianischer Meister.

## Turnierergebnisse
| Verband | Veranstaltung     | Jahr | Ort      | Land | Einzel     | Doppel       | Mixed        | Team |
| ------- | ----------------- | ---- | -------- | ---- | ---------- | ------------ | ------------ | ---- |
| ECU     | Weltmeisterschaft | 1993 | Göteborg | SWE  | Qual       | keine Teiln. | keine Teiln. | 60   |
| ECU     | Weltmeisterschaft | 1963 | Prag     | TCH  | Qual       | Scratched    | keine Teiln. | 43   |
| ECU     | Weltmeisterschaft | 1961 | Peking   | CHN  | letzte 128 | letzte 64    | keine Teiln. | 16   |